# Eboshi-Kabuto
Der Eboshi-[no-]Kabuto (jap. 烏帽子[の]兜, „Eboshi-Helm“) auch Naga-Eboshi-[no-]Kabuto („Lang-“) ist ein Helm aus Japan.

## Beschreibung
Der Eboshi-Kabuto besteht aus Stahl, Leder oder Holz. Es gibt verschiedene Formen, wobei eine flach gestaltet ist und als Kappe unter dem Kabuto als Polsterung getragen wurde. Die andere ist die Form des hier beschriebenen Kabuto. Sie stammt vom Eboshi, einer Mützenform, die bei Hofe oder von Shintō-Priestern getragen wird. Der Eboshi-Kabuto bestand aus einem stählernen Innenhelm, auf den der Ebōshi-Aufsatz aus Leder oder Holz aufgesetzt und befestigt wurde. Das Leder oder Holz war lackiert und oft mit bildlichen Lackarbeiten verziert.
Der Daimyō Katō Kiyomasa (1562–1611) trug einen berühmten Eboshi-Kabuto, der auf vielen Gemälden und Denkmälern seiner Person zu sehen ist. Er trug als Maedate eine Sonne und darunter einen waagerecht liegenden Halbmond.